# Tamanan (Trenggalek)
Tamanan is een bestuurslaag in het regentschap Trenggalek van de provincie Oost-Java, Indonesië. Tamanan telt 4757 inwoners (volkstelling 2010).